# 虎灰蝶
虎灰蝶（學名：Cigaritis lohita），又名牽牛灰蝶、銀線灰蝶、臺灣雙尾燕蝶、臺灣雙尾小灰蝶、斑馬灰蝶、台灣雙尾燕蝶、台灣雙尾小灰蝶。

## 描述
本種為中型灰蝶，具雌雄二型性。體色以黑褐為主，軀幹帶淺黃色細環，複眼光滑。雄蝶頭部被毛褐色，中央具白斑，額緣白色；觸角褐色帶白環，口器黑褐，下唇鬚乳黃色，腹面覆褐色鱗片。胸背褐色，腹面乳黃；腹部有乳黃色帶紋。足為乳黃混褐，跗節有褐條，前足跗節癒合，末端尖銳下彎；雌蝶前足跗節不癒合。
前翅長13-21 mm，呈三角形，翅頂略凸，前後緣直；翅面底色黑褐，雄蝶有紫藍金屬光斑，前翅腹面具倒V形黑褐條。翅腹面為乳黃或淺黃底，佈滿銀線鑲邊的黑褐條紋，銀線與條紋相貼，無間隙。亞外緣紋連續；前翅膝狀紋末端呈桿狀。
後翅卵形，有兩條絲狀尾突，臀區具葉狀突與橙色斑，附黑點。雄蝶後翅具靛藍斑，雌蝶則無。翅腹面CuA2室具褐毛束，亞基部斑紋相連成帶，並向後延展。尾突黑色，內嵌銀紋。緣毛雄蝶灰色，雌蝶褐色。

## 分布
本種分布於中國、印度、孟加拉、尼泊爾、不丹、緬甸、泰國、蘇門答臘、爪哇、馬來半島及越南。
臺灣分布於本島低、中海拔地區。離島龜山島以及金門也有分布。

## 棲地
棲息於常綠闊葉林，一年多代，成蟲飛行活潑快速，會訪花。幼蟲具雜食性，與懸巢舉尾蟻有專性共生關係，寄主植物包括多種闊葉樹種。

## 亞種
- Cigaritis lohita lohita (Horsfield, 1829)－爪哇
- Cigaritis lohita lazularia (Moore, 1881)－斯里蘭卡、印度南部
- Cigaritis lohita himalayanus (Moore, 1884)－印度、尼泊爾、不丹、阿薩姆、錫金至緬甸、泰國北部
- Cigaritis lohita senama (Fruhstorfer, 1912)－蘇門答臘、馬來半島、新加坡、浮羅交怡、泰國南部
  - Cigaritis lohita senama f. zebrinus Moore, 1884－斯里蘭卡
- Cigaritis lohita batina (Fruhstorfer, 1912)－越南南部、中國：雲南南部
- Cigaritis lohita panasa (Fruhstorfer, 1912)－越南北部
- Cigaritis lohita formosana (Moore, 1877)－臺灣[3]

## 圖庫

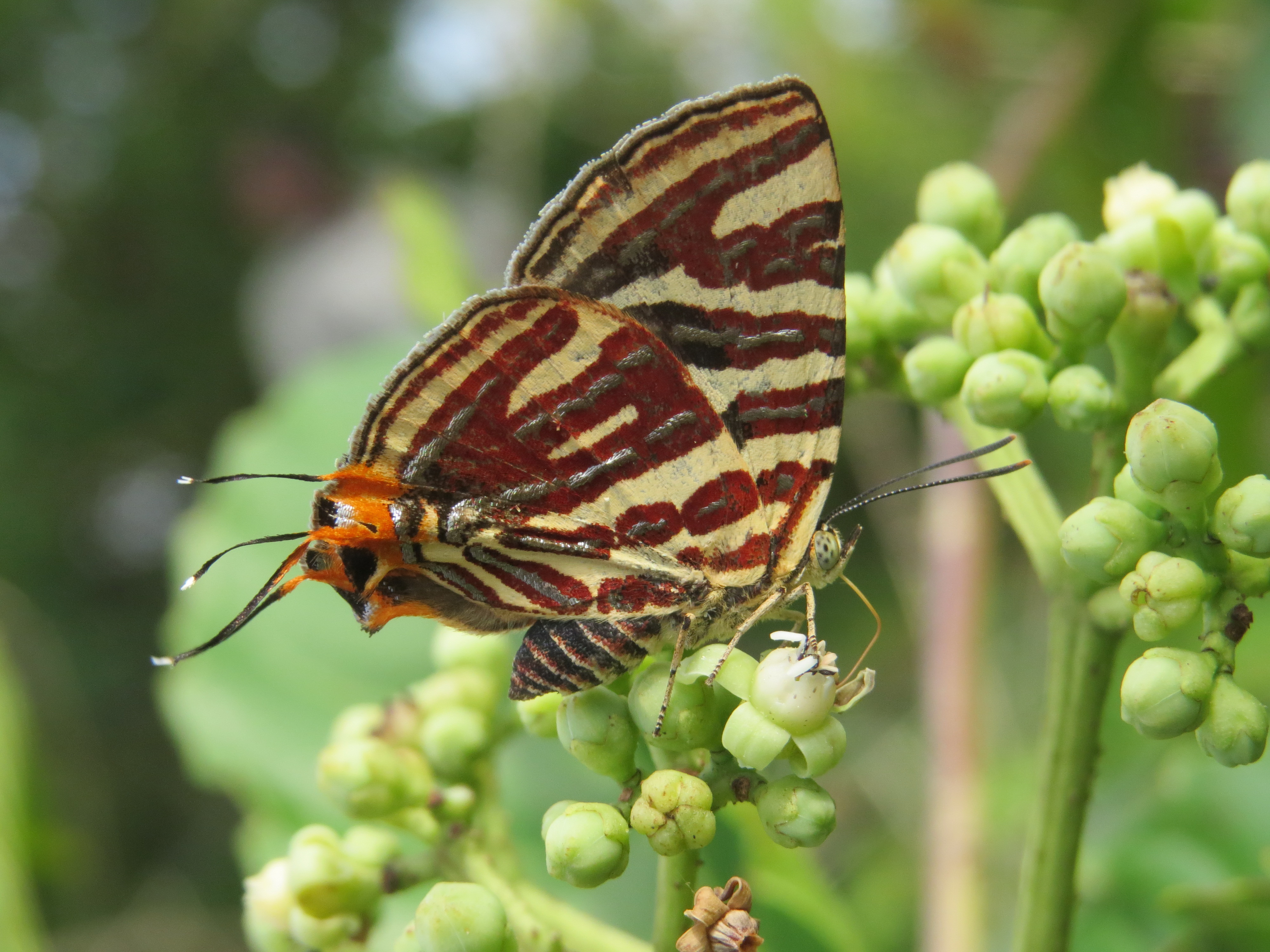
印度喀拉拉邦
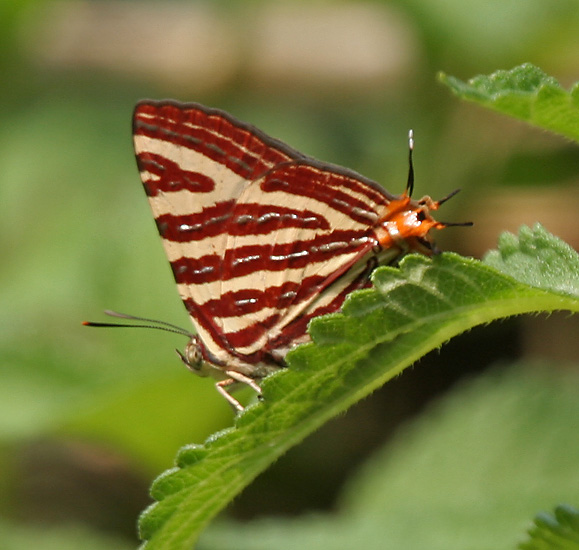
攝於印度布克薩老虎保護區（Buxa Tiger Reserve）
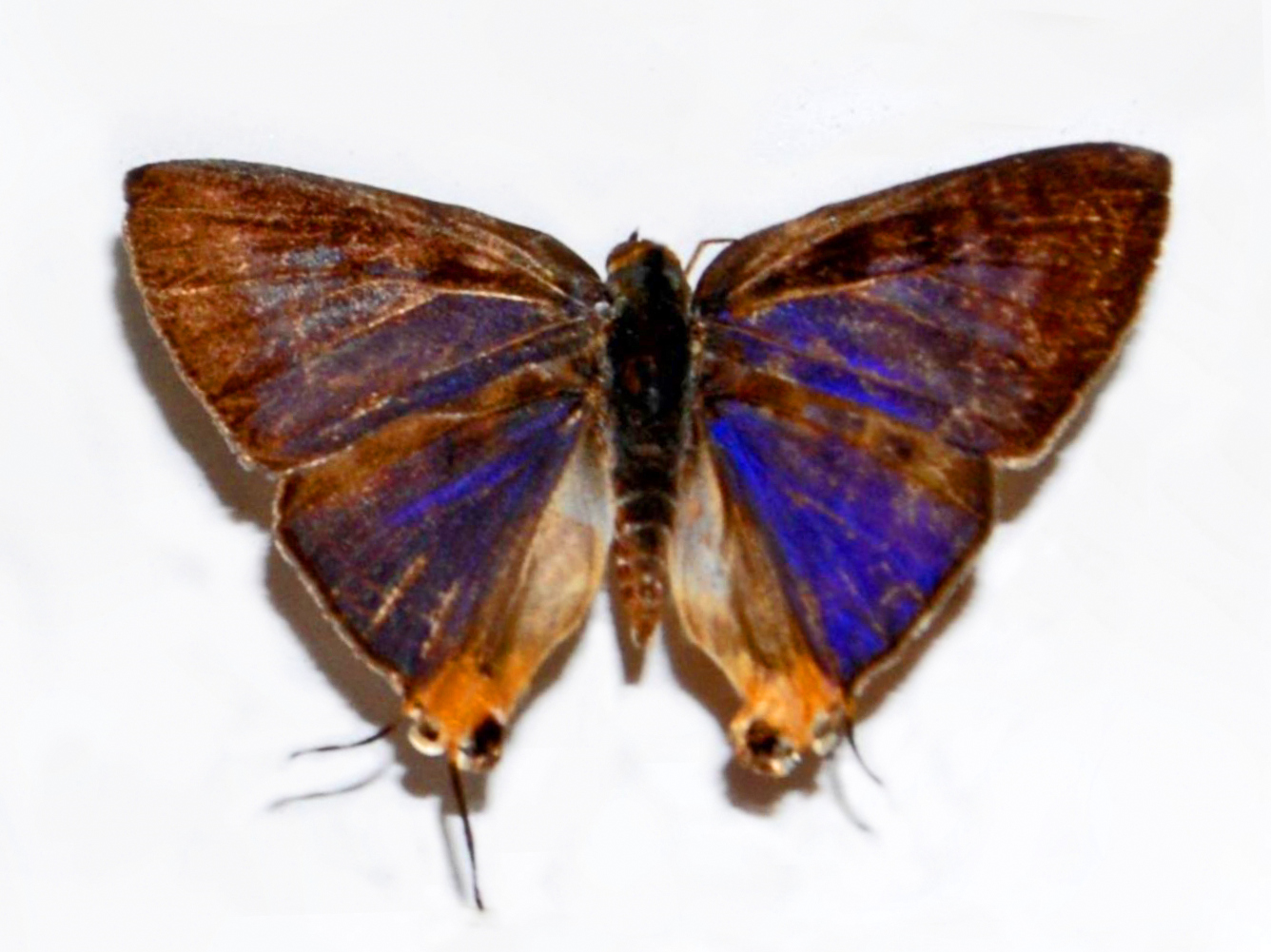
C. l. himalayanus 翅面

1. 1 2 3  徐堉峰，梁家源，黃智偉. . 行政院農業委員會林務局. 2020-04. ISBN 9789865440985.
2. ↑  R.K., Varshney; Smetacek, Peter. . New Delhi: Butterfly Research Centre, Bhimtal & Indinov Publishing, New Delhi. 2015: 95. ISBN 978-81-929826-4-9. doi:10.13140/RG.2.1.3966.2164.
3. 1 2  Cigaritis lohita (Horsfield, [1829]) at Markku Savela's Lepidoptera and Some Other Life Forms